# Servins
Servins est une commune française située dans le département du Pas-de-Calais en région Hauts-de-France.
La commune fait partie de la communauté d'agglomération de Lens-Liévin qui regroupe 36 communes et compte 242 587 habitants en 2021.

## Géographie

### Localisation
Localisée dans le sud-est du département du Pas-de-Calais, Servins est une commune située, à vol d'oiseau, à 10 km à l'ouest de la commune de Liévin et à 14 km à l'ouest de la commune de Lens (aire d'attraction et chef-lieu d'arrondissement).
Le territoire de la commune est limitrophe de ceux de sept communes.
Les communes limitrophes sont Hersin-Coupigny, Bouvigny-Boyeffles, Camblain-l'Abbé, Estrée-Cauchy, Fresnicourt-le-Dolmen, Gouy-Servins et Villers-au-Bois.

### Géologie et relief
La superficie de la commune est de 6,36 km2 ; son altitude varie de 135  à   183 mètres.

### Hydrographie
La commune est située dans le bassin Artois-Picardie. Elle n'est drainée par aucun cours d'eau,.

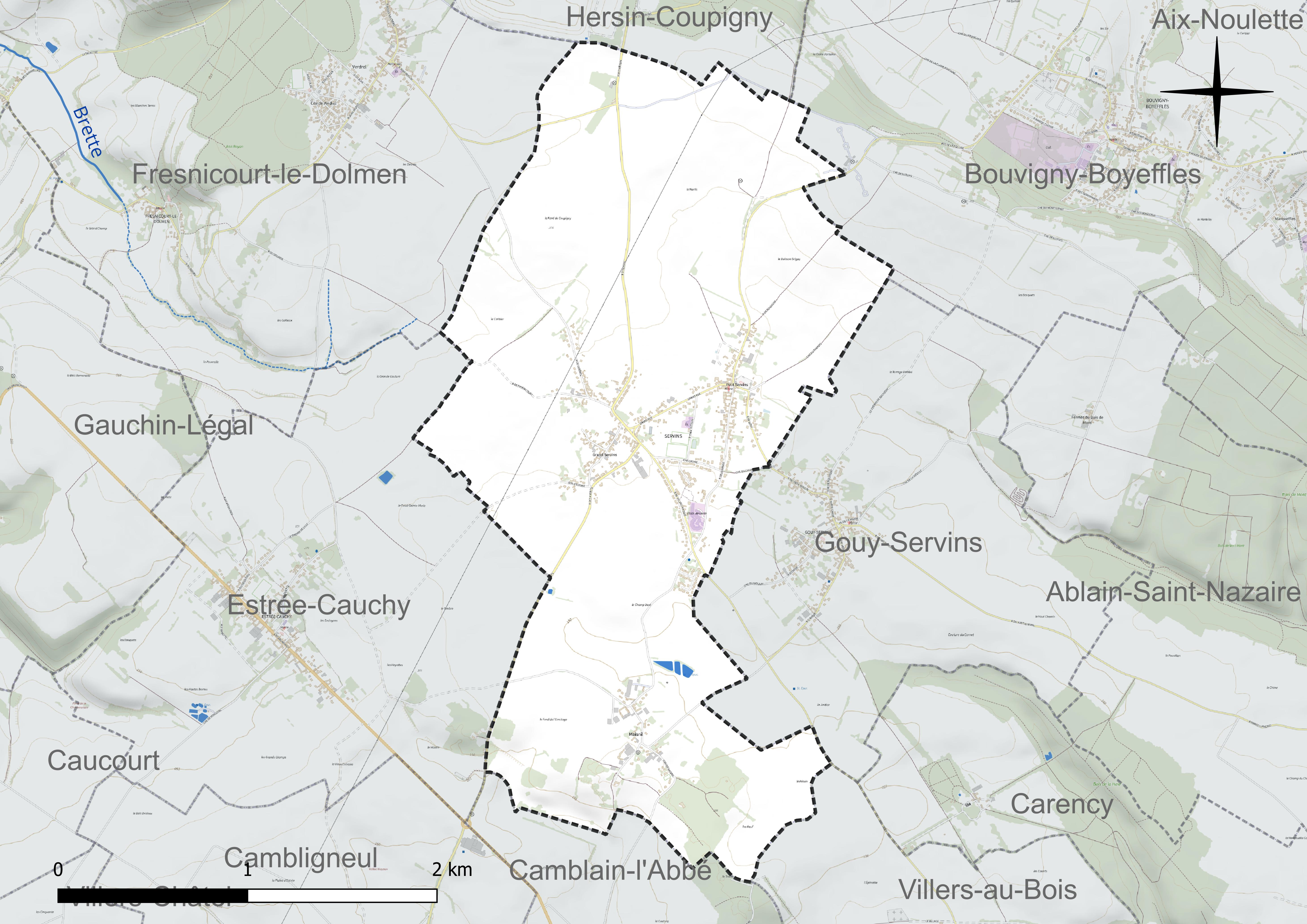
Réseau hydrographique de Servins.

### Climat
Pour des articles plus généraux, voir Climat des Hauts-de-France et Climat du Pas-de-Calais.
En 2010, le climat de la commune est de type climat des marges montargnardes, selon une étude du CNRS s'appuyant sur une série de données couvrant la période 1971-2000. En 2020, Météo-France publie une typologie des climats de la France métropolitaine dans laquelle la commune est exposée à un climat océanique et est dans une zone de transition entre les régions climatiques « Nord-est du bassin Parisien » et « Côtes de la Manche orientale ».
Pour la période 1971-2000, la température annuelle moyenne est de 9,9 °C, avec une amplitude thermique annuelle de 14,2 °C. Le cumul annuel moyen de précipitations est de 796 mm, avec 13 jours de précipitations en janvier et 9,5 jours en juillet. Pour la période 1991-2020, la température moyenne annuelle observée sur la station météorologique la plus proche, située sur la commune de Lillers à 20 km à vol d'oiseau, est de 11,1 °C et le cumul annuel moyen de précipitations est de 731,5 mm,. Pour l'avenir, les paramètres climatiques de la commune estimés pour 2050 selon différents scénarios d'émission de gaz à effet de serre sont consultables sur un site dédié publié par Météo-France en novembre 2022.

### Milieux naturels et biodiversité

#### Zones naturelles d'intérêt écologique, faunistique et floristique
L'inventaire des zones naturelles d'intérêt écologique, faunistique et floristique (ZNIEFF) a pour objectif de réaliser une couverture des zones les plus intéressantes sur le plan écologique, essentiellement dans la perspective d'améliorer la connaissance du patrimoine naturel national et de fournir aux différents décideurs un outil d'aide à la prise en compte de l'environnement dans l'aménagement du territoire.
Le territoire communal comprend deux ZNIEFF de type 1 : 
- le coteau d'Ablain-St-Nazaire à Bouvigny-Boyeffles et bois de la Haie. Ce site est composé d'une mosaïque de végétations neutrophiles à calcicoles sur un relief fortement marqué par la présence de vastes coteaux crayeux du Sénonien et du Turonien au nord d'Ablain-St-Nazaire[10] ;
- le coteau boisé de Camblain-l'Abbé et Mont-Saint-Éloi, d'une superficie de 729 hectares et d'une altitude variant de 84  à   166 mètres. Cette ZNIEFF est composée de bois plus ou moins pentus. Dans le bois d'Écoivres, une couche géologique du Landénien continental affleure au sommet, avec un sol constitué de sables fins et de blocs de grès, grès qui a été exploité dans le bois d'Écoivres[11].

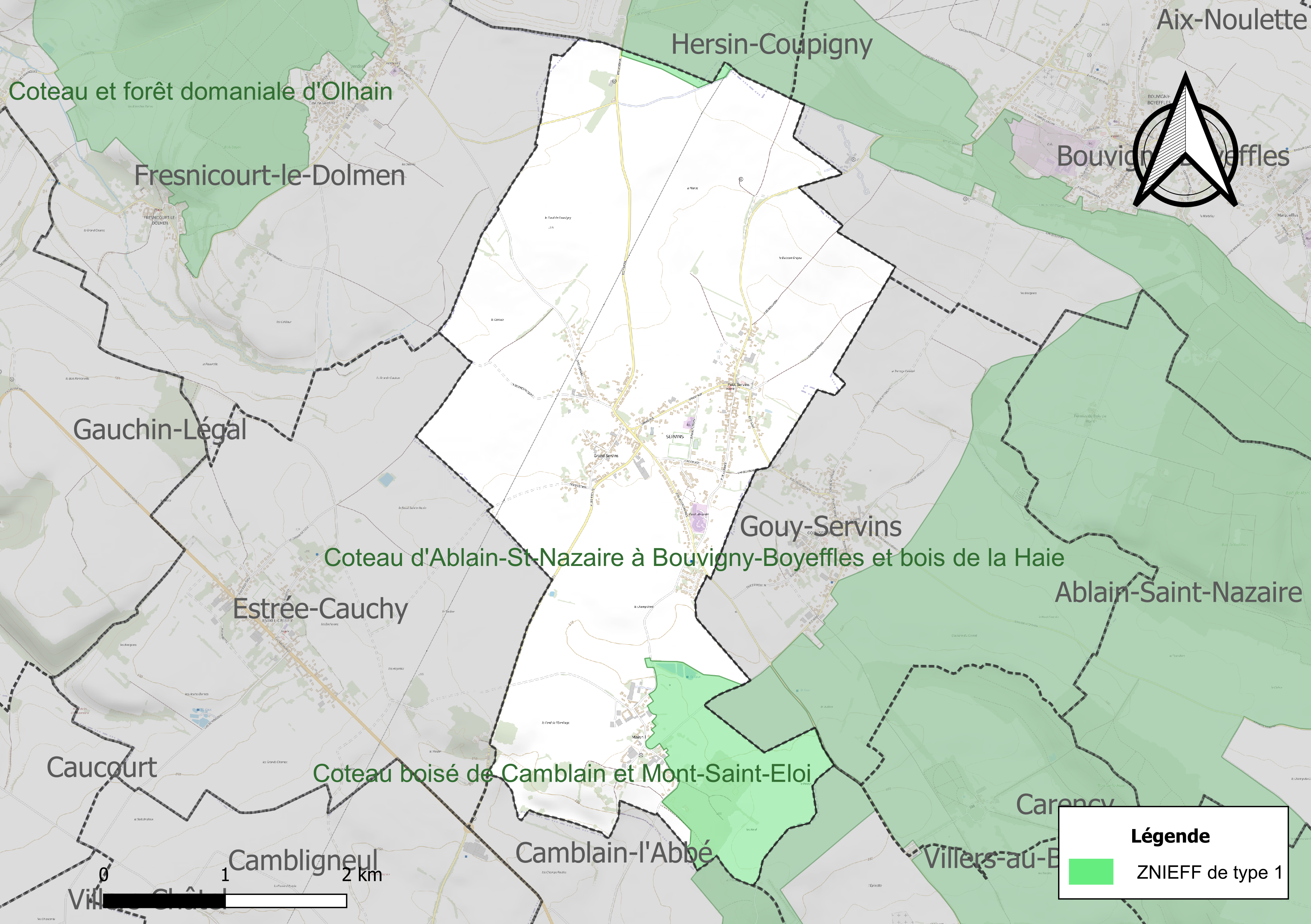
Carte des ZNIEFF sur la commune.

## Urbanisme

### Typologie
Au 1er janvier 2024, Servins est catégorisée bourg rural, selon la nouvelle grille communale de densité à sept niveaux définie par l'Insee en 2022.
Elle est située hors unité urbaine. Par ailleurs la commune fait partie de l'aire d'attraction de Lens - Liévin, dont elle est une commune de la couronne,. Cette aire, qui regroupe 50 communes, est catégorisée dans les aires de 200 000 à moins de 700 000 habitants,.

### Occupation des sols
L'occupation des sols de la commune, telle qu'elle ressort de la base de données européenne d'occupation biophysique des sols Corine Land Cover (CLC), est marquée par l'importance des territoires agricoles (88,1 % en 2018), en diminution par rapport à 1990 (91,7 %). La répartition détaillée en 2018 est la suivante : 
terres arables (73,4 %), prairies (14,8 %), zones urbanisées (9,9 %), forêts (1,9 %). L'évolution de l'occupation des sols de la commune et de ses infrastructures peut être observée sur les différentes représentations cartographiques du territoire : la carte de Cassini (XVIIIe siècle), la carte d'état-major (1820-1866) et les cartes ou photos aériennes de l'IGN pour la période actuelle (1950 à aujourd'hui).

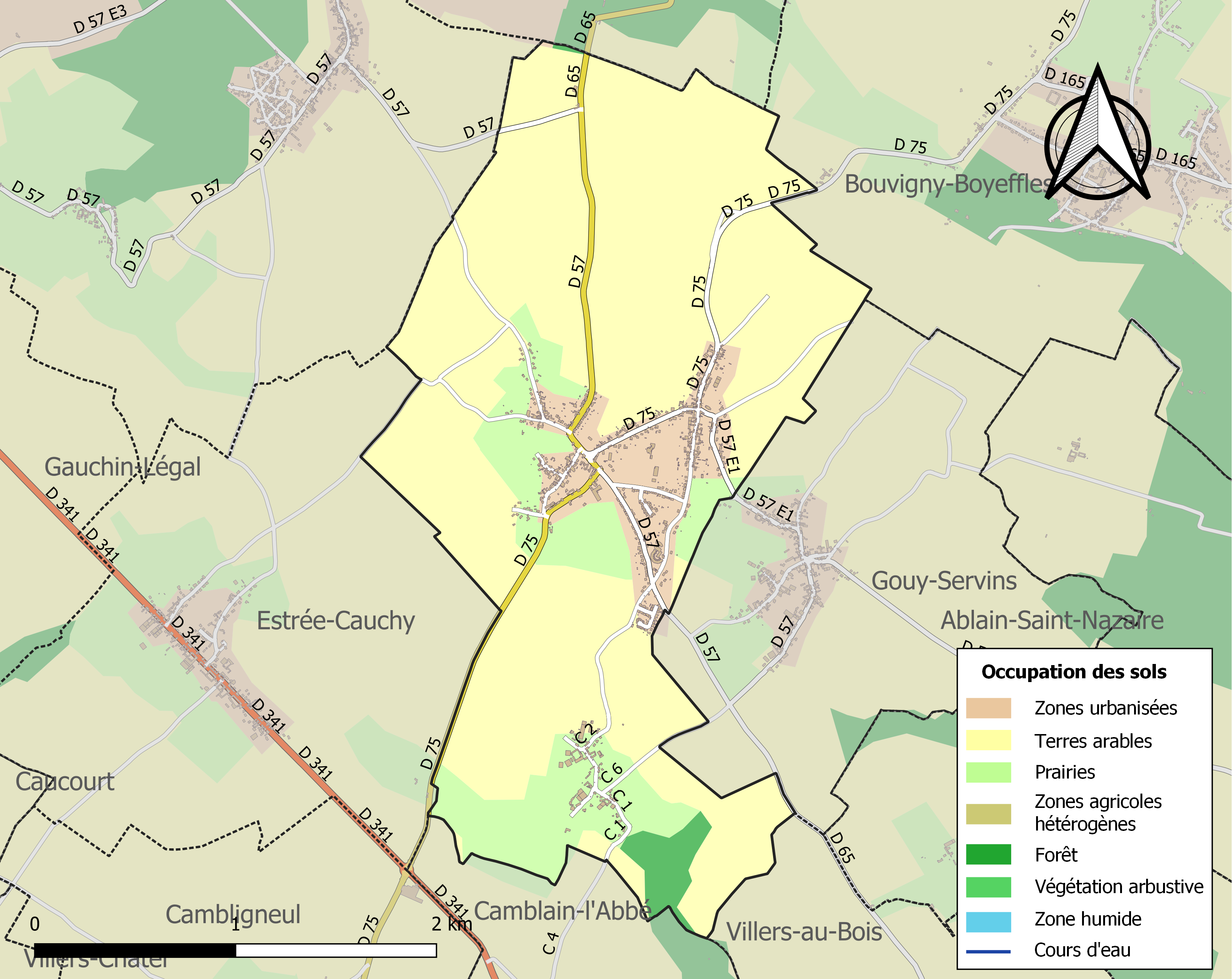
Carte des infrastructures et de l'occupation des sols de la commune en 2018 (CLC).

## Toponymie
Le nom de la localité est attesté sous les formes Servin (1115) ; Sarvin (1154) ; Servin in Gauharia (1154-1159) ; Serving (XIIe siècle) ; Servins in Gauheria (1189) ; Servign (1222) ; Servinum (1412) ; Servins (XVIe siècle) ; Servin-le-Grand (1720) ; Grand-Servin-en-Gohelle (1759).
On retrouve en 1801 le nom de Servin et Sarwin en flamand.

## Histoire
Avant la Révolution française, Servins a donné son nom à une famille de la noblesse.
Pendant la Première Guerre mondiale, en février 1915, des troupes ont stationné sur la commune. Il en est de même à d'autres moments du conflit comme en octobre 1915, à Petit-Servins et à Grand-Servins dépendant de la commune de Servins

## Politique et administration

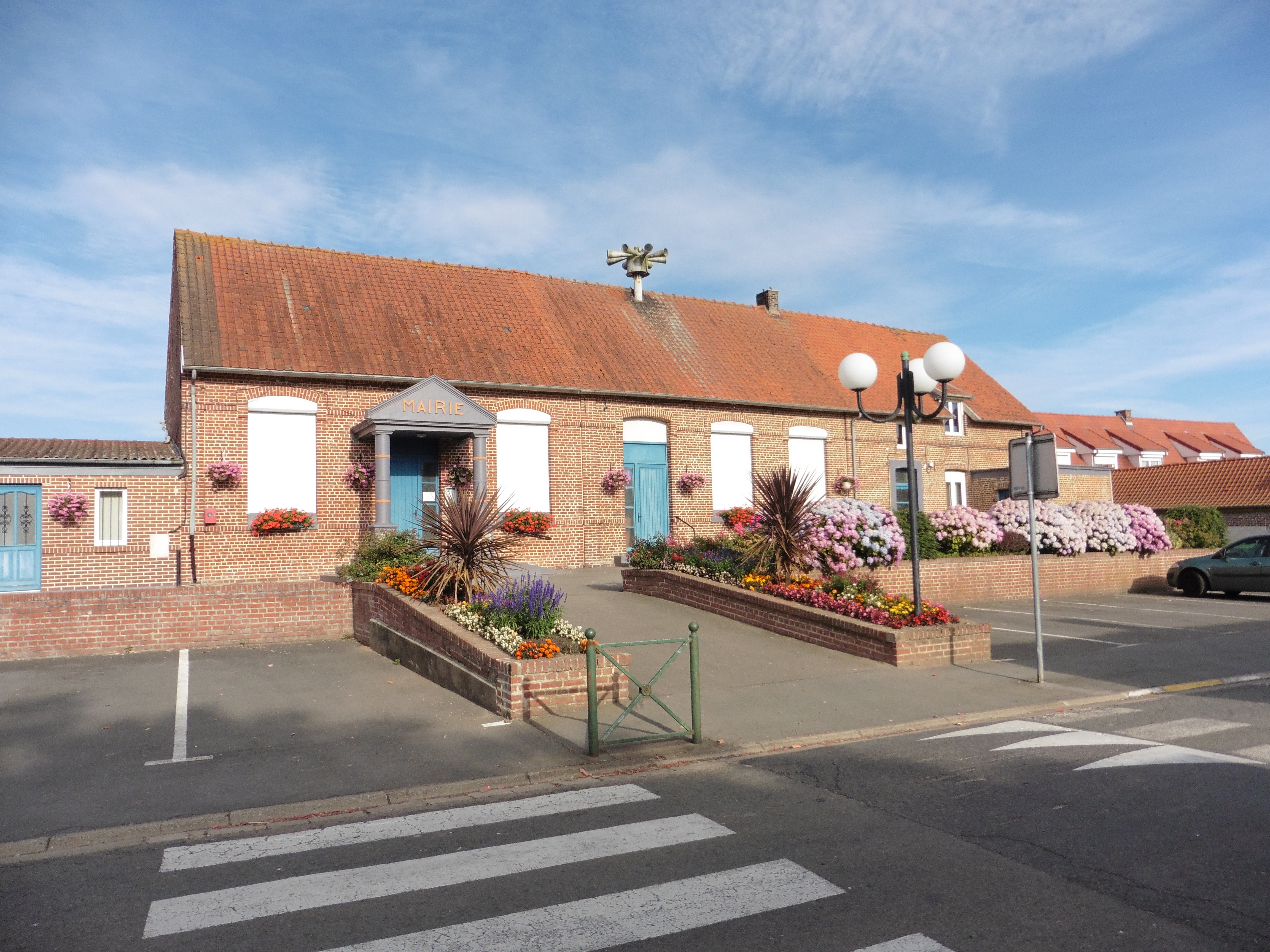
Mairie de Servins.

### Découpage territorial
La commune se trouve dans l'arrondissement de Lens du département du Pas-de-Calais.

#### Commune et intercommunalités
La commune est membre de la communauté d'agglomération de Lens-Liévin.

#### Circonscriptions administratives
La commune est rattachée au canton de Bully-les-Mines.

#### Circonscriptions électorales
Pour l'élection des députés, la commune fait partie de la dixième circonscription du Pas-de-Calais.

### Élections municipales et communautaires

#### Liste des maires
| Période                                  | Période                    | Identité        | Étiquette | Qualité                         |
| ---------------------------------------- | -------------------------- | --------------- | --------- | ------------------------------- |
| Les données manquantes sont à compléter. |                            |                 |           |                                 |
| avant 1981                               | 1983                       | Paul Tételin    | PS        |                                 |
| mars 1983                                | 2020                       | Patrice Delaleu | PS        | Réélu pour le mandat 2014-2020, |
| 27 mai 2020                              | En cours (au 7 avril 2022) | Nadine Ducloy   |           | Ancien employé,                 |

## Population et société

### Démographie

#### Évolution démographique
L'évolution du nombre d'habitants est connue à travers les recensements de la population effectués dans la commune depuis 1793. Pour les communes de moins de 10 000 habitants, une enquête de recensement portant sur toute la population est réalisée tous les cinq ans, les populations de référence des années intermédiaires étant quant à elles estimées par interpolation ou extrapolation. Pour la commune, le premier recensement exhaustif entrant dans le cadre du nouveau dispositif a été réalisé en 2005.

En 2022, la commune comptait 1 146 habitants, en évolution de +5,62 % par rapport à 2016 (Pas-de-Calais : −0,72 %, France hors Mayotte : +2,11 %).
| 1793 | 1800 | 1806 | 1821 | 1831 | 1836 | 1841 | 1846 | 1851 |
| ---- | ---- | ---- | ---- | ---- | ---- | ---- | ---- | ---- |
| 360  | 367  | 380  | 449  | 447  | 447  | 452  | 446  | 451  |

| 1856 | 1861 | 1866 | 1872 | 1876 | 1881 | 1886 | 1891 | 1896 |
| ---- | ---- | ---- | ---- | ---- | ---- | ---- | ---- | ---- |
| 455  | 453  | 472  | 475  | 485  | 494  | 499  | 484  | 504  |

| 1901 | 1906 | 1911 | 1921 | 1926 | 1931 | 1936 | 1946 | 1954 |
| ---- | ---- | ---- | ---- | ---- | ---- | ---- | ---- | ---- |
| 477  | 482  | 506  | 567  | 527  | 512  | 518  | 503  | 482  |

| 1962 | 1968 | 1975 | 1982 | 1990 | 1999 | 2005  | 2006  | 2010  |
| ---- | ---- | ---- | ---- | ---- | ---- | ----- | ----- | ----- |
| 490  | 520  | 473  | 618  | 803  | 882  | 1 001 | 1 027 | 1 050 |

| 2015  | 2020  | 2022  | - | - | - | - | - | - |
| ----- | ----- | ----- | - | - | - | - | - | - |
| 1 095 | 1 133 | 1 146 | - | - | - | - | - | - |

#### Pyramide des âges
En 2018, le taux de personnes d'un âge inférieur à 30 ans s'élève à 34,3 %, soit en dessous de la moyenne départementale (36,7 %). De même, le taux de personnes d'âge supérieur à 60 ans est de 21,0 % la même année, alors qu'il est de 24,9 % au niveau départemental.
En 2018, la commune comptait 548 hommes pour 558 femmes, soit un taux de 50,45 % de femmes, légèrement inférieur au taux départemental (51,50 %).
Les pyramides des âges de la commune et du département s'établissent comme suit.
| Hommes | Classe d’âge | Femmes |
| ------ | ------------ | ------ |
| 0,5    | 90 ou +      | 1,4    |
| 2,3    | 75-89 ans    | 4,0    |
| 16,9   | 60-74 ans    | 17,0   |
| 21,2   | 45-59 ans    | 22,4   |
| 23,8   | 30-44 ans    | 21,9   |
| 17,3   | 15-29 ans    | 13,1   |
| 18,0   | 0-14 ans     | 20,3   |

| Hommes | Classe d’âge | Femmes |
| ------ | ------------ | ------ |
| 0,5    | 90 ou +      | 1,6    |
| 5,6    | 75-89 ans    | 8,9    |
| 16,7   | 60-74 ans    | 18,1   |
| 20,2   | 45-59 ans    | 19,2   |
| 18,9   | 30-44 ans    | 18,1   |
| 18,2   | 15-29 ans    | 16,2   |
| 19,9   | 0-14 ans     | 17,9   |

## Culture locale et patrimoine

### Lieux et monuments

#### L'église, le clocher et sa flèche à crochets
- L'Église Saint-Martin, église fortifiée dont le décor intérieur est de style rocaille. Le clocher de l'église de Servins possède une flèche à crochets, comme certaines églises de communes voisines : Béthonsart, Savy-Berlette, Écoivres (Mont-Saint-Éloi), Hermaville, Habarcq, Mingoval et Camblain-l'Abbé.

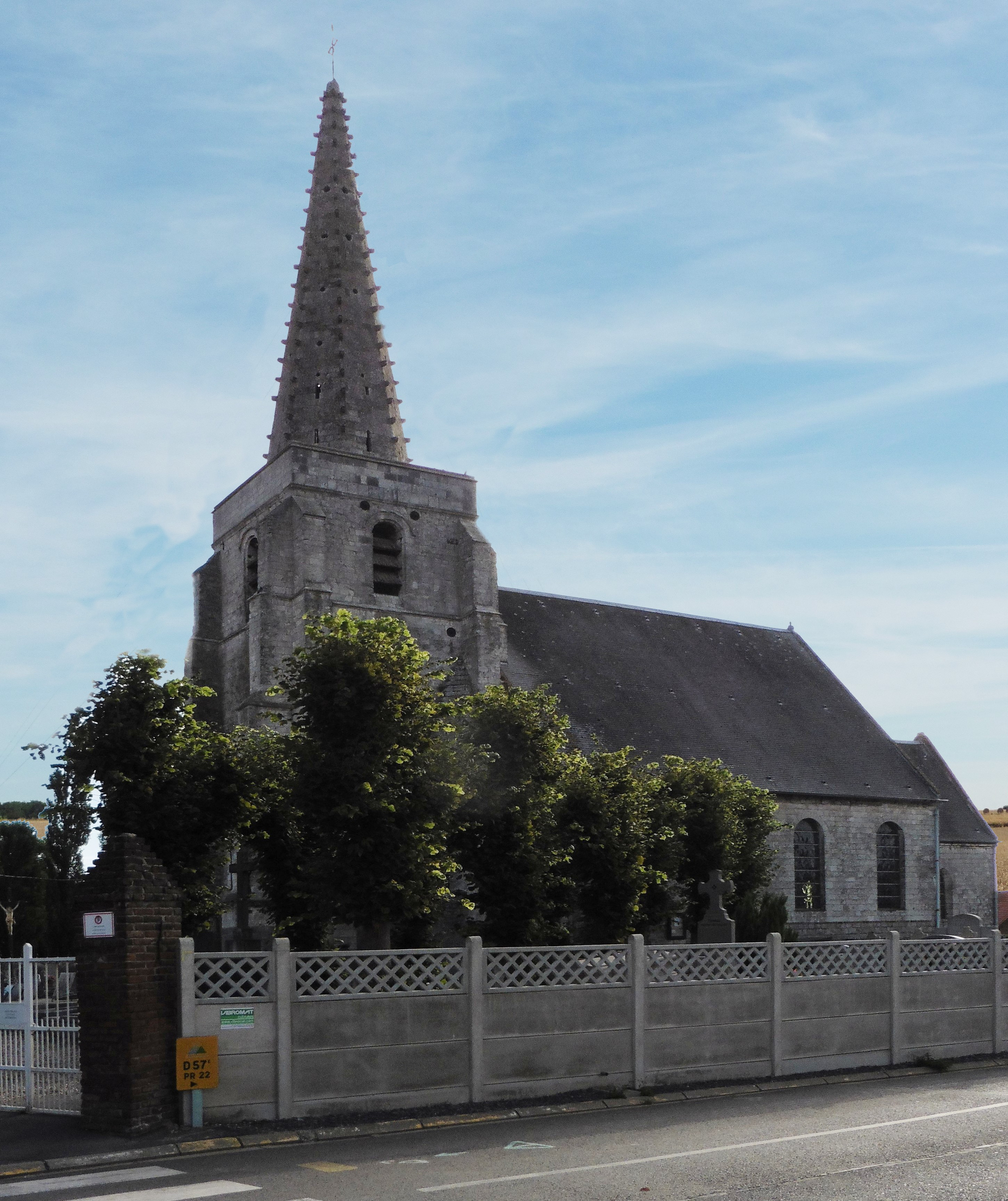
L'église  Saint-Martin.
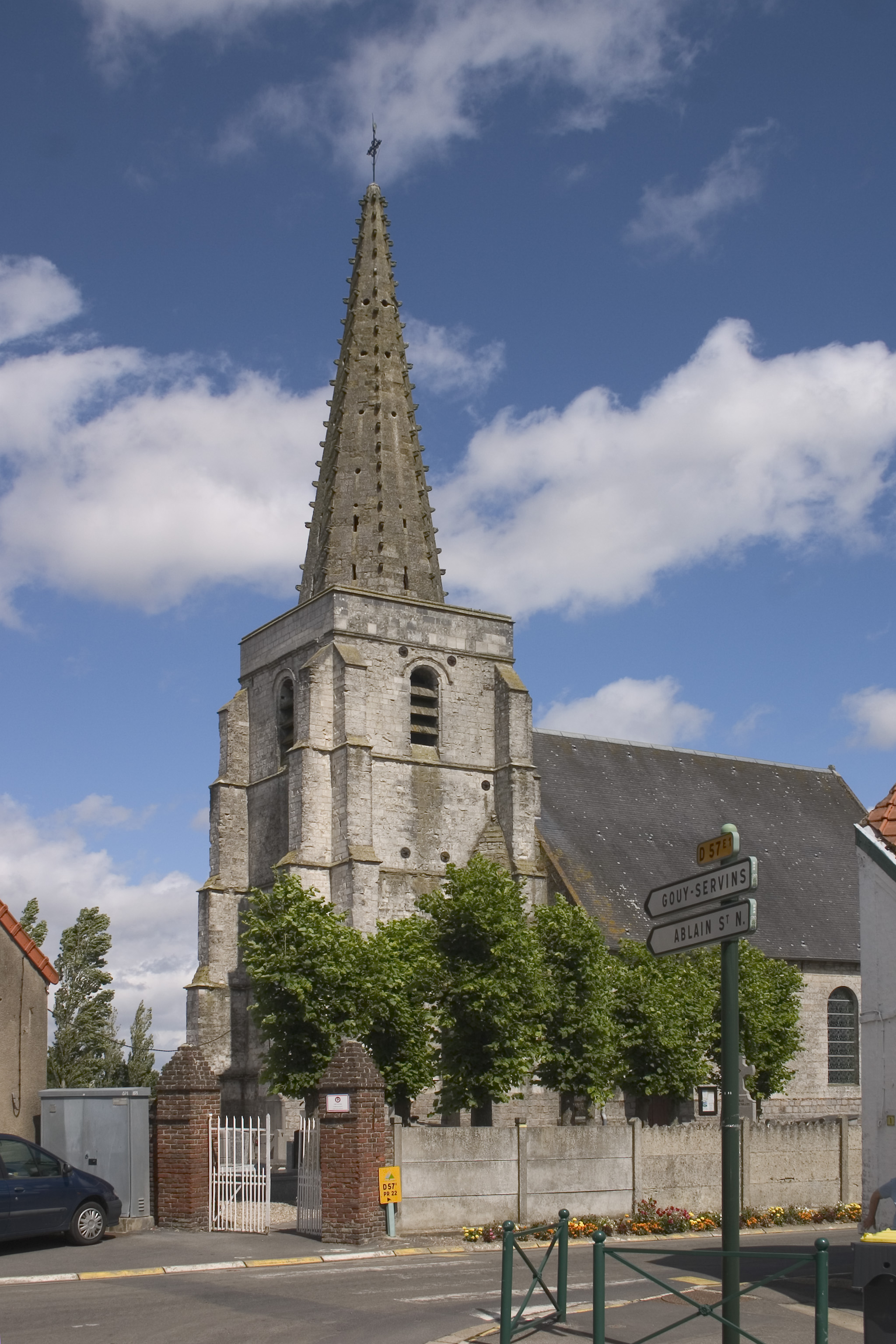
Le clocher.
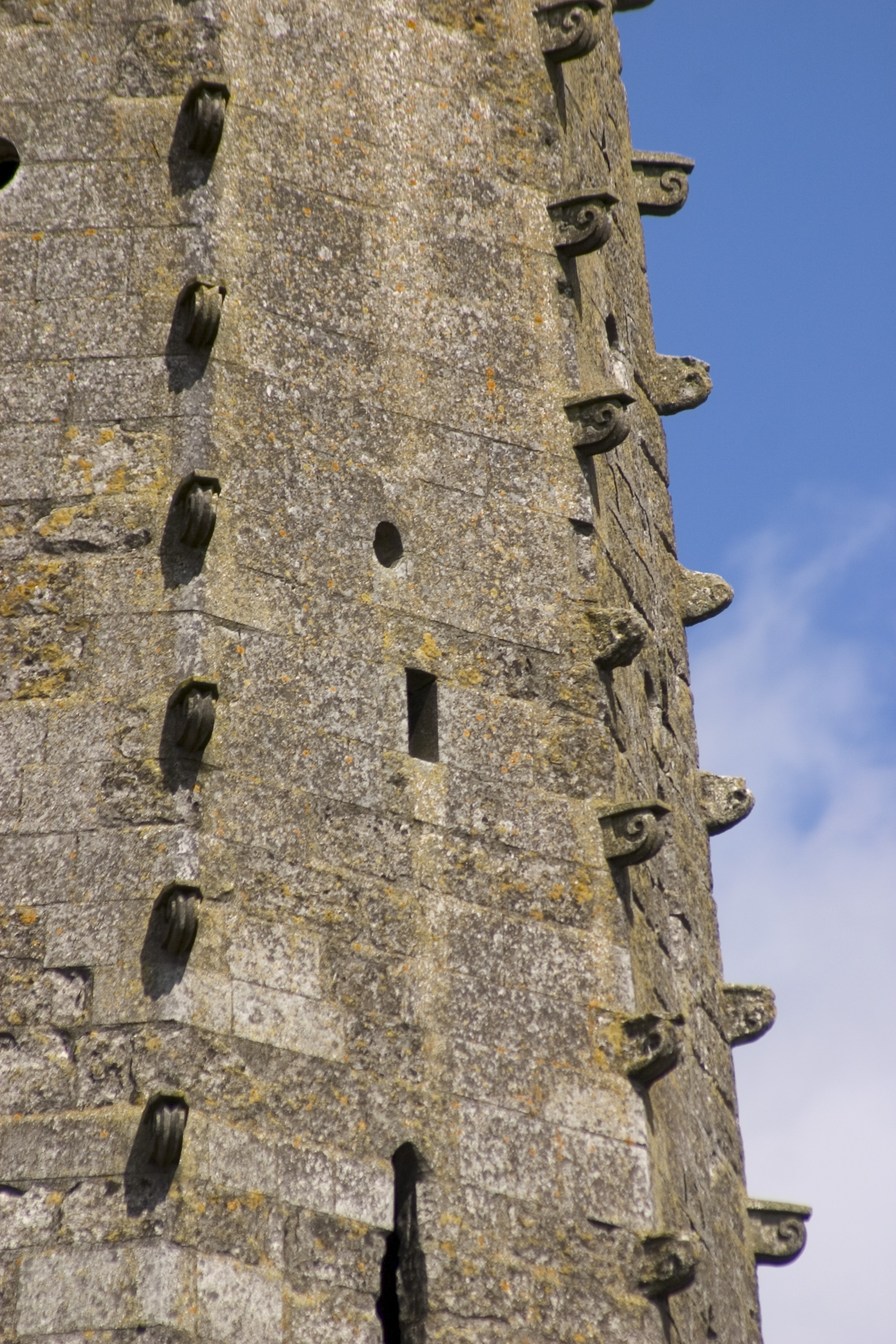
La flèche.
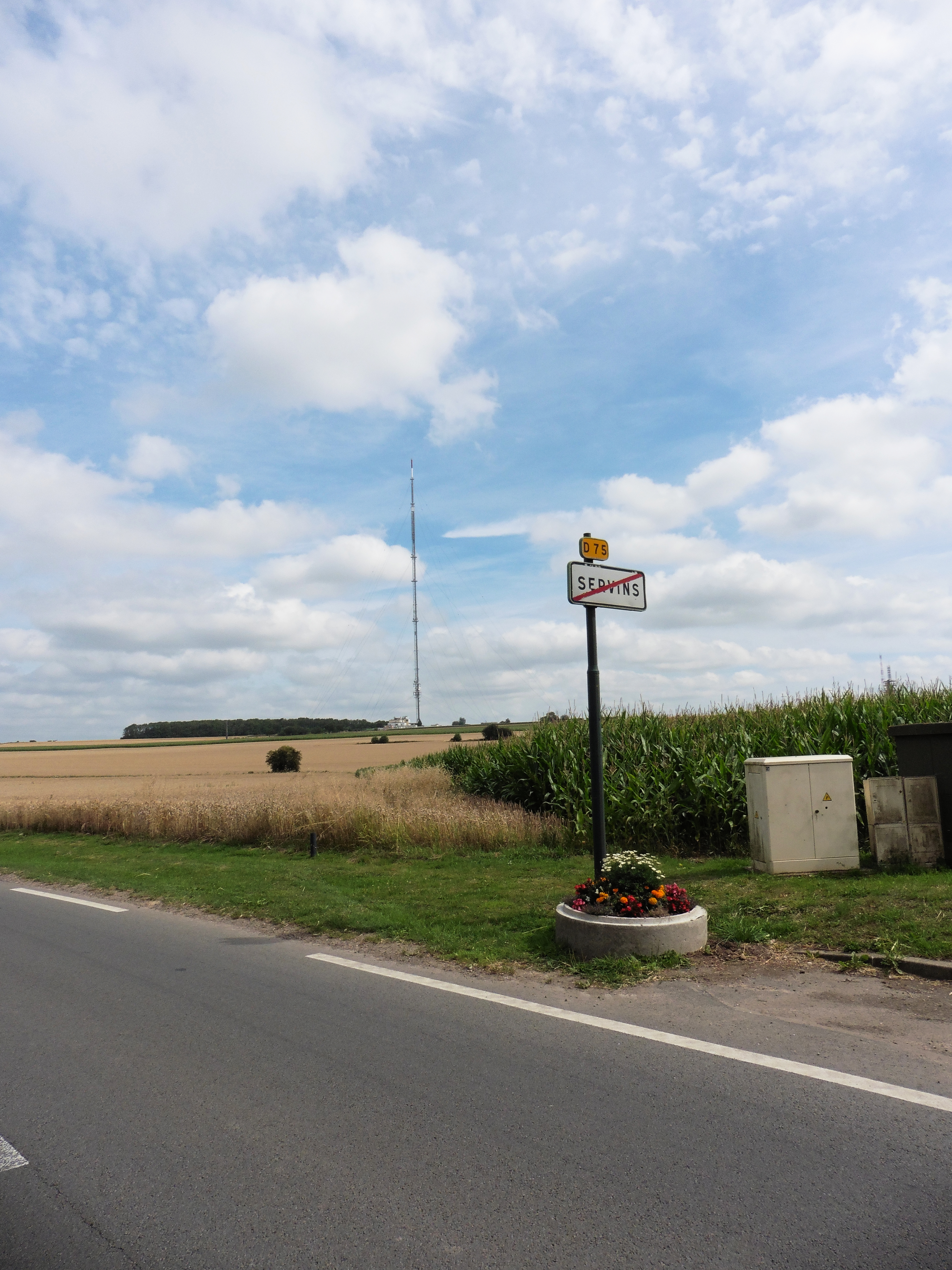
L'émetteur de Bouvigny-Boyeffles.

#### La chapelle Hannedouche
La chapelle Hannedouche porte le nom de la veuve espagnole qui l'a fait bâtir au XVe siècle.

#### Monuments historiques
- Chapelle Hannedouche (cad. À 931) : classement par arrêté du 26 janvier 1989. Date de construction : 1681.
- Croix en pierre dans le cimetière (cad. À 1109) : classement par arrêté du 3 novembre 1969.
- Église :
  - Nef et chœur (cad. À 833) : inscription par arrêté du 3 novembre 1969. Date de construction : XVIe et XVIIe siècles.
  - Clocher (cad. À 833) : classement par arrêté du 3 novembre 1969. Date de construction : XVIIIe siècle.

Renseignements issus de : Bases de données du ministère de la culture.

### Personnalités liées à la commune

#### Famille de Servins
En juin 1760, ont été données à Versailles des lettres de chevalerie au bénéfice de plusieurs membres de la famille noble de Servins. Tous servent le roi. Tous ont reçu la permission de mettre sur leurs armoiries une couronne de comte d'or et de prendre deux lions pour support. Les six personnes distinguées ont eu deux oncles tués au service, l'un à la bataille de Fredelinghem, l'autre décédé à la suite du siège de Turin. Sont d'abord concernés quatre frères :
- Louis François Joseph de Servins, seigneur d'Héricourt, est un ancien capitaine de grenadiers du régiment Dauphin. Fait chevalier en juin 1760, il  était déjà chevalier de Saint-Louis. Le 30 décembre 1768, membre du corps de la noblesse des États d'Artois, il bénéficie d'une sentence de noblesse. Il déclare ne pas se reconnaitre comme descendant de Guislain de Servins, déclaré ignoble par sentence du 20 juillet 1584[32]. En août 1779, des lettres données à Versailles accordent à Louis François Joseph Servins d'Héricourt,le titre de marquis avec permission de l'affecter à celle de ses terres que bon lui semble. Il sert depuis trente-trois ans sous les armes, a fait les guerres d'Italie, de France, d'Allemagne, a été blessé à la bataille de Parme, et descend d'une ancienne famille qui a pris de bonnes alliances et dont plusieurs membres sont morts les armes à la main[33].
- Emmanuel Benoit Joseph de Servins, seigneur du Quesnoy, capitaine au régiment Dauphin, fait chevalier en juin 1760, était déjà chevalier de Saint-Louis.
- Henri François Joseph de Servins, seigneur des Avesnes, capitaine dans le corps des grenadiers de France, chevalier de Saint-Louis, est fait chevalier en juin 1760.
- Eugène François Joseph de Servins d'Aubrenet, est fait chevalier en juin 1760.

Viennent ensuite deux frères, cousins germains des quatre précédents :
- Philippe Joseph Maximilien de Servins, seigneur de Lannoy, ancien officier au régiment de Mailly, depuis régiment de Roanne-Rochefort, est lui aussi fait chevaler en juin 1760.
- Ferdinand Louis Joseph de Servins, seigneur de La Comté, capitaine au régiment Dauphin, fait chevalier en juin 1760[18].
- Louis Émile Albert Servins d'Héricourt, est comte de Servins en 1873. Il a épousé Agathe Joséphine Clémence Macquart. Une de leurs filles se marie à Saint-Omer le 10 mai 1873[34].

### Héraldique
|  | Les armes de la commune se blasonnent ainsi : d'azur au croissant d'argent accompagné en chef de trois étoiles ordonnées 2.1 et en pointe de deux étoiles du même. |

## Pour approfondir